# Papež Vitalijan
Papež Vitalijan, svetnik in rimski papež katoliške Cerkve, * okrog 600 Segni (Lacij, Italija, Bizantinsko cesarstvo); † 27. januar 672 Rim (Lacij, Italija Bizantinsko cesarstvo). 

## Življenjepis
Papež Vitalijan je bil doma iz škofijskega mesta Segni, ki stoji 58 km jugovzhodno od Rima ter 40km severozahodno od Frosinoneja. To mesto imenujejo tudi papeško mesto; od tod namreč izhajajo nekateri poznejši papeži, ki so pomembni za zgodovino: Inocenc III., Gregor IX. in Aleksander IV. Zanimivo je, da kaže način vladanja pri vseh teh papežih precej podobnih potez. 

### Dobri odnosi s cesarjem in patriarhom
Neposredno po izvolitvi 30. julija 657 je po poslancih o tem obvestil cesarja Konstansa II., prosil za potrditev in predvsem želel vzpostaviti mir z Bizancem, kar se mu je tudi v polni meri posrečilo kot redko kateremu pontifiku.
Kot papež je torej Vitalijan pokazal izredno diplomatsko sposobnost: da je ohranjal pravi nauk v nasprotju z monofizitstvom  in monoteletstvom , ki so ju zastopali v Carigradu, s podporo ali celo na pritisk cesarja Konstansa , da pa je znal kljub temu ohranjati dobre odnose tudi s cesarjem in patriarhom. V tem je bil celo tako uspešen, da je – čeprav se je varoval verskih prepirov – zopet prišlo do vzpostavitve verske edinosti s Carigradom, ki je bila tokrat pretrgana od 648. leta. S tem je pripravil pot Tretjemu carigrajskemu koncilu (680/681), kjer sta bila obsojena tako monofizitstvo kot monoteletstvo. Konstans II. svoje tiranske narave kljub skrajni papeževi blagosti in diplomatski spretnosti s tem še bistveno spremenil. Zasluga papeža Vitalijana je bila, da se je znal spretno izogniti sporu, ne da bi bil količkaj zanemaril svoje dolžnosti kot varuh Kristusovega nauka in cerkvene neodvisnosti. 

### Oropanje Rima, odtrganje Ravene
Cesarju pa je oblast stopila v glavo; to je pokazal ob svojem obisku v Rimu 663. Sem je mislil zopet prenesti cesarsko prestolnico, ker so bili mohamedanci že tako rekoč pred vrati Carigrada. Izgubljena je bila Sirija, Egipt in Palestina, pa bi to bila pametna poteza. Bil je to po 200 letih prvi obisk cesarja iz Bizanca pri papežu. Vitalijan ga je sprejel tako ljubeznivo in dostojanstveno, da ni bilo nobene spotike, čeprav si je cesar vmes samovoljno prilastil več umetnin in dragocenosti:
»Ko je cesar bil prisiljen zapustiti  Carigrad in priti v Rim (prek Sirakuz), ga je papež Vitalijan ljubeznivo sprejel. Konstans pa je hudo zlorabil njegovo gostoljubje in svojim vojaškim krdelom dovolil neomejeno večdnevno ropanje po Rimu.«
Čeprav Konstans II. tudi ni popustil glede verskega nauka in ni preklical heretičnega odloka, herezije papežu prav zaradi njegove izredne ljubeznivosti ni mogel vsiljevati. Poslovil se je od Rima s tihim priznanjem papeževe službene in osebne veličine. 
666 je cesar neuvidevno in oblastno obnovil cerkveno ločitev ravenske metropolije od Rima, a tudi to je papež voljno prenesel, dobro vedoč, da sta tudi v Raveni duhovščina in ljudstvo bolj vdana njemu kakor osovraženim Bizantincem. Kmalu je bilo to mnenje potrjeno: 668 so v Sirakuzah nadutega cesarja umorili in oklicali za cesarja vojaškega poveljnika. Previdni papež pa je raje priznal zakonitega naslednika, Konstansovega sina Konstantina Pogonata, ki je bil naklonjen katoliškemu nauku in pripravljen za povezanost  in sodelovanje z Rimom, tudi zaradi vedno bliže prihajajoče muslimansko-arabske nevarnosti.

## Smrt in češčenje
Vitalijan je umrl 27. januarja 672. Njegovo truplo so prenesli v kripto v stolnici sv. Leoparda v Osimu. Po drugih virih pa je papež umrl v Rimu; pokopan pa je v cerkvi svetega apostola Petra v Vatikanu. 
Njegov god je 27. januarja. 

### Ocena
Sv. Vitalijanu, ki je vodil Cerkev v skrajno težavnih letih od 657 do 673, zgodovina priznava veliko modrost, osebno ljubeznivost in vladarsko daljnovidnost. Njegova miroljubnost je krotila strastnost nevarnih nasprotnikov in je še pozno po njegovi smrti prinašala blagoslov vesoljnemu krščanskemu svetu.